# Lysekils högre allmänna läroverk
Lysekils högre allmänna läroverk var ett läroverk i Lysekil verksamt från 1913 till 1968.

## Historia
1902 bildades en högre folkskola som 1913 ombildades till en kommunal mellanskolasom 1928 ombildades till en samrealskola.
1951 tillkom ett kommunalt gymnasium och när detta successivt blev statligt från 1957 benämndes skolan Lysekils högre allmänna läroverk. Skolan kommunaliserades 1966 och gavs då namnet Gullmarsskolan.  Studentexamen gavs från 1954 till 1968 och realexamen från 1913 till 1971.